# Дилижанс (фильм)
«Дилижанс» (англ. Stagecoach) (1939) — американский чёрно-белый фильм Джона Форда, заложивший основы эстетики фордовского вестерна. Первый вестерн, снятый режиссёром в Долине монументов, и первый c участием Джона Уэйна в главной роли.
«Дилижанс» — один из немногих вестернов, которым удалось попасть в советский кинопрокат. Советские зрители увидели сокращённую версию под названием «Путешествие будет опасным».
В 1995 году помещен в Национальный реестр фильмов. Занимает 9-е место в списке «10 лучших вестернов» «10 фильмов в 10 жанрах».

## Сюжет
Июнь 1880 года. Дикий Запад, Тонто, Аризона. По сообщениям разведчиков апачи под руководством легендарного Джеронимо из племени шайеннов подняли восстание, перерезали телеграфные провода и сожгли ранчо.
В городок приезжает дилижанс компании «Overland Stage Line»  с беременной миссис Люси Мэлори (Луиза Платт), направляющейся к мужу-кавалеристу и продавцом виски Сэмюэлем Пикоком (Дональд Мик), внешне похожим на священника.
Дилижанс отправляется в Лордсберг, Нью-Мексико. Пассажиров становится на четверо больше - к компании присоединяются врач-алкоголик доктор Бун (Томас Митчелл), о навыках которого нелестно отзываются местные жители, проститутка Даллас (Клер Тревор), изгнанная из городка членами общества "Лига закона", картёжник Хэтфилд (Джон Кэррадайн) и банкир Генри Гейтвуд (Бертон Черчилль), укравший доверенные ему деньги - зарплату шахтеров и якобы получивший телеграмму из Лордбурга. Их сопровождает шериф Кёрли Уилкокс (Джордж Бэнкрофт), садящийся рядом с кучером Баком (Энди Девайн). До Драй-Форк группу сопровождает кавалерийский отряд.
По пути к пассажирам присоединяется ковбой Генри «Малыш» Ринго (Джон Уэйн), разыскиваемый властями за убийство. Ринго сбежал из тюрьмы, чтобы отомстить бандиту Люку Пламмеру с братьями. В пути Ринго пришлось пристрелить захромавшую лошадь. Шериф решает арестовать преступника, тому приходится отдать винчестер. Бак положительно отзывается о Ринго, доктор Бун, ветеран Гражданской войны, вспоминает, как, будучи пьяным, вправил руку брату Ринго.
Хэтфилд, делает доку замечание по поводу курения в присутствии миссис Мэлори, говоря что джентльмены не курят при дамах. Доктор Бун отвечает, что три недели назад вытащил пулю из человека, который был подстрелен джентльменом. Пуля была у него в спине. Ринго успокаивает Хэтфилда.
Дилижанс добирается до бывшего месторасположения полка мужа миссис Мэлори, но тот уже отбыл в Апачи Уэллс. Кавалерийский отряд покидает группу. Все, кроме Пикока, голосуют за продолжение пути без сопровождения. Ринго побуждает Даллас, ловящую недоброжелательные взгляды миссис Мэлори, сесть за общий стол. Беременная женщина пересаживается. Хэтфилд говорит миссис Мэлори, что служил в полку её отца. Между проституткой и бывшим заключённым устанавливается дружеская связь.
Уилкокс рассказывает Баку, что он вместе с отцом Ринго когда-то пас скот, и не верит, что Ринго сможет выжить в поединке с тремя братьями. Уилкокс думает спасти Ринго, упрятав его от мести бандитов в тюрьму, но говорит, что и 500 долларов за поимку Ринго ему не помешают. Банкир Генри Гейтвуд, сидящий между женщинами и крепко держащий саквояж, провозглашает лозунг «Америка для американцев», выступает за снижение налогов, невмешательство в рынок и говорит, что Америке для процветания нужен менеджер, а не президент. Миссис Мэлори отказывается сесть рядом с Даллас, когда та предлагает ей это. Сидящий на полу Ринго даёт Даллас выпить из фляги Хэтфилда, предложившего воду в серебряной кружке только сидящей напротив миссис Мэлори. «Преподобный», сидящий между Буном и Хэтфилдом, просит дока перестать пить, но давно захмелевший доктор продолжает прикладываться к бутылке.
Через семь часов дилижанс добирается до постоялого двора, владелец которого Крис сообщает о ранении капитана Мэлори, которого отвезли в Лордсберг, во вчерашней ночной перестрелке с апачами. В помещении миссис Мэлори падает в обморок. Перед принятием родов Бун напивается чёрным кофе, дабы протрезветь. Пикори принимает жену Криса Якиму из племени Джеронимо за дикарку. Ночью Якима поёт под аккомпанемент гитары одного из работников. Четверо человек сбегают.
Даллас выносит новорождённую. Мужчины пьют за доктора. Крис сообщает Ринго, что в городе находится Люк Пламмер вместе с двумя братьями Ике и Хэнком, и пытается отговорить друга не ехать. Даллас, вышедшая подышать свежим воздухом, призывает Ринго бежать, тот отвечает, что ему нужно поквитаться с Пламмером, убившим его отца и брата. Затем он предлагает той жить с ним на ранчо, смутившаяся Даллас не даёт ответа и уходит. Шериф предупреждает Ринго не уходить далеко.
Утром Крис сообщает, что его жена сбежала, забрав его оружие. Гейтвуд злится, что Бун использовал его саквояж в качестве подушки. Даллас, нянчившая ребёнка всю ночь, заплетает косы ослабевшей после родов миссис Мэлори. Бун предупреждает Даллас, не рассказавшей Малышу о своей профессии, о возможных последствиях, если та выйдет за Ринго, но всё же желает удачи. Гейтвуд чуть не устраивает ссору, призывая немедленно выдвигаться. На вопрос Буна Ринго говорит, что получил свой первый срок примерно в 17 лет. Даллас, готовящая кофе, обещает приехать на ранчо к Малышу, если тот бежит и не будет мстить Пламмеру, после чего возвращает тому винчестер. Шериф, участвующей в дискуссии о продолжении пути, замечает отсутствие Ринго.
От побега Малыша останавливает дымовой сигнал с холмов, означающий, что апачи вышли на тропу войны. Даллас пытается остановить шерифа, но тот всё равно надевает наручники на ковбоя. Группа спешно снаряжается в дорогу и пересаживается, Хэтфилд держит голову миссис Мэлори на коленях, Даллас держит малышку. Бак призывает шерифа снять наручники с хорошего стрелка. Гейтвуд опять недоволен, болтливого банкира осаживает Хэтфилд, Пикок призывает быть добрее друг к другу. У сожжённого моста шериф освобождает Ринго, получив с того слова не сбегать до города, тот помогает привязать брёвна к дилижансу. Лошади переходят реку вброд.
За дилижансом наблюдает отряд апачей во главе с Джеронимо. Гейтвуд просит прощения у Хэтфилда. Доктор Бун предлагает тост и пьёт за здоровье попутчиков. Внезапно стрела пронзает плечо Пикока. Шериф из ружья убивает первых двух индейцев. Начинается погоня с лихой стрельбой по пустыне. Ринго занимает позицию на крыше, Бин обрабатывает рану «Преподобного». Один из индейцев запрыгивает на лошадь в упряжке, Ринго снимает его метким выстрелом. К перестрелке присоединяются Хэтфилд и док, стреляющие из револьверов. Бака ранят в правую руку, тот чуть не падает с козел. Ринго седлает ведущую лошадь. Кучер ведёт здоровой рукой, слабо говоря «Пошла...». У Буна кончаются патроны, о чём он сообщает шерифу, тот тоже показывает, что пуст. Хэтфилд готовится застрелить молящуюся и ни на что не обращающую внимания Люси последним патроном, дабы избавить её от бесчестия. Раздаётся сухой щелчок, после чего Хэтфилда ранят, тот роняет оружие. Неожиданно раздается звук горна. Появляется 6-й кавалерийский полк США, апачи обращаются в бегство. Ринго видит, как раненый Хэтфилд просит миссис Мэлори, если та увидит судью Рингфилда, передать тому, что его сын... Не успев договорить, Хэтфилд умирает.
По приезде Люси, лежащая на носилках, получает свою шаль из рук Даллас и предлагает той помощь. Люк Пламмер (Том Тайлер), пьющий и играющий в карты в салуне, тревожится, узнав о прибытии Ринго. Пикок, которого также уносят на носилках, советует Даллас посетить Канзас. Малыш Ринго, узнав, что ему грозит год тюрьмы, просит у шерифа проследить, чтобы Даллас доехала до ранчо. Шериф города арестовывает Гейтвуда, узнав о его приезде через починенный телеграф. Малыш просит у шерифа 10 минут, достаёт из шляпы три патрона и идет в салун. Даллас прощается с Ринго, тот отвечает, что они не расстанутся никогда. Под гробовую тишину Бун выпивает стопку, смотря на Пламмера. Тот требует ружьё и разбивает им бутылку виски. Бармен снимает большое зеркало.
Ринго провожает Даллас, после чего просит подождать его. Бак с рукой на перевязи сообщает Люку, что Ринго скоро придёт. Бун, смотря в глаза Пламмеру, говорит, что если тот выйдет с оружием, то пожалеет об этом, тот оставляет оружие. На выходе проститутка с балкона кидает Люку винтовку. Газетчики уже готовы заранее написать об убийстве Ринго. Братья и Ринго встречаются на тёмной улице. Раздаётся шесть выстрелов. Пламмер возвращается в салун и падает замертво. Даллас обнимает вернувшегося Ринго, тот благодарит шерифа и прощается с девушкой. Добрый шериф неожиданно предлагает Даллас сесть в повозку к Малышу. Провожая их, доктор говорит: «Они спасены от рук разрушительной цивилизации» и соглашается выпить с Уилкоксом. Влюблённые уезжают вдаль.

## Действующие лица
- Генри Гейтвуд (Бертон Черчилль[англ.]), банкир-демагог (провозглашает лозунг "Америка для американцев") и трус;
- Сэмюэл Пикок, продавец виски из Канзаса  (Дональд Мик[англ.]), которого все принимают за "преподобного" из-за спокойного нрава, лысины и чёрно-белой одежды. Едет к многодетной семье.
- Миссис Люси Мэлори из Вирджинии (Луиза Платт), жена кавалерийского офицера, рожающая дочь в пути; "Словно ангел в джунглях" говорит о ней Хэтфилд.
- Хэтфилд, профессиональный карточный игрок в белой ковбойской шляпе (Джон Кэррадайн), который оказывается благородным рыцарем и жертвует жизнью ради дамы;
- Доктор Бун (Томас Митчелл), врач-алкоголик, фаталист, ветеран войны, служивший под началом Авраама Линкольна и генерала Шеридана, который демонстрирует мужественность и человечность;
- Даллас, проститутка-блондинка (Клер Тревор), изгнанная из города женщинами из "Лиги Закона" — лирическая героиня, тоскующая о своей погубленной жизни и возрождающаяся благодаря любви к преступнику,
- Генри "Малыш" Ринго (Джон Уэйн), ковбой-преступник, бывший фермер, отсидевший в тюрьме.

## Сценарий
Сценарий Дадли Николса написан в соавторстве с Беном Хектом, основан на новелле Эрнеста Хейкокса «Дорога в Лордсберг». Режиссёр Джон Форд утверждал, что при создании фильма его вдохновляло куда более известное произведение с явными сюжетными перекличками — «Пышка» Мопассана. В этой французской новелле, как и в фильме Джона Форда, характеры пассажиров дилижанса показаны через призму своего отношения к женщине лёгкого поведения.. У американского классика Брета Гарта также есть рассказ на сходную тему.
Для своего времени «Дилижанс» был весьма необычным вестерном. Традиционные для жанра сцены погонь и перестрелок были уравновешены зарисовками типажей, населявших фронтир в середине XIX века. Психологическая проработка персонажей придала фильму «низкого» жанра респектабельное сходство с экранизациями литературной классики XIX века, между которыми в Голливуде 1930-х гг. было принято распределять наиболее престижные кинонаграды. Характерный актёр Томас Митчелл за роль хмельного доктора был удостоен «Оскара».
Тесный мирок дилижанса позволяет авторам фильма в традициях критического реализма прошлого столетия показать свой взгляд на социальную структуру американского общества той эпохи. Создателям фильма удалось показать фальшивость представителей «цивилизации» в противопоставлении с бескрайними просторами открытых прерий "дикого запада". Как пишет Михаил Трофименков, в своей приверженности к готовым типажам фильм напоминает «трагедию масок», где «действуют не люди, а архетипы: Леди, Ковбой вне закона, Падшая, Игрок, Доктор-пьяница». Впоследствии представители «новой волны» критиковали «Дилижанс» именно за эту несколько архаичную литературность.

## В ролях
В фильме задействованы многие из актёров неофициальной труппы Джона Форда, появляющиеся и в других фильмах этого режиссёра.
- Джон Уэйн — Генри «Малыш» Ринго, уголовник[6]
- Клер Тревор — Даллас, проститутка
- Энди Девайн[англ.] — Бак, кучер
- Джон Кэррадайн — Хэтфилд, картёжник
- Томас Митчелл — доктор Бун
- Луиза Платт — миссис Люси Мэллори
- Джордж Бэнкрофт — шериф Кёрли Уилкокс
- Дональд Мик[англ.] — Сэмюэл Пикок
- Бертон Черчилль[англ.] — Генри Гейтвуд, банкир
- Тим Холт — лейтенант Бланшар
- Том Тайлер[англ.] — Люк Пламмер
- Белая Лошадь — Джеронимо

В титрах не указаны
- Фрэнсис Форд — сержант Билли Пикетт
- Хэнк Уорден — кавалерист
- Якима Канутт — кавалерийский разведчик / индеец, нападающий на дилижанс
- Хелен Гибсон — женщина в салуне, также каскадёр-дублёр в ряде сцен

## Подготовка к съёмкам
«Дилижанс» не характерен для студийной эпохи в том отношении, что изначально представлял собой авторский проект «короля вестерна» Джона Форда, который ко времени начала съёмок почти десятилетие работал в других киножанрах. В рассказе Хейкокса он увидел возможность вернуть вестерну утраченный лоск вдумчивого и «качественного» жанра. Для этого нужно было заручиться соответствующим бюджетом, что было непросто, так как вестерны того времени проходили в крупных студиях по разряду малобюджетных приключенческих фильмов.
Выкупив права на экранизацию рассказа и поручив написание сценария Николсу, Форд ещё в 1937 г. попытался заинтересовать проектом Дэвида Селзника. Из-за его занятости производством «Унесённых ветром» и задержек с началом съёмок Форд перешёл на другую независимую студию, принадлежавшую Вальтеру Вангеру. Последний настаивал на том, чтобы главные роли сыграли признанные звёзды Гэри Купер и Марлен Дитрих, однако Форд наотрез отказался идти на уступки. В роли Ринго он видел только Джона Уэйна, который перестал считаться перспективным актёром из-за провала вестерна «Большая тропа» (1930).
После переговоров с Фордом студия Вангера всё-таки дала проекту «зелёный свет», хотя и ощутимо урезала его финансирование. При этом Форду было поставлено условие, что на всех афишах крупным шрифтом будет указан не малоизвестный Уэйн, а популярная в те годы актриса Клер Тревор. Приняв это условие, режиссёр представил Уэйна (своего давнего протеже и друга) на киноэкране позже остальных актёров, и притом в предельно эффектной манере. Некоторые из характерных актёров перекочевали в «Дилижанс» из предыдущего фильма Форда, «Ураган» (где группе людей также грозит неминуемая катастрофа).

## Съёмки фильма
По наблюдению киноведа Дейва Кера, центральная тема движения к свободе (от лицемерной западной цивилизации к бескрайним просторам неосвоенного континента) выявлена создателями фильма через «визуальное противопоставление клаустрофобии интерьеров (повозка, станции) шири долины Монументов». В эпоху, когда в большинстве студийных фильмов использовались рисованные ландшафтные задники, природные фоны американских прерий придавали картине Форда достоверность, а кадру — непривычную глубину. Форд настаивал на том, чтобы интерьеры снимались в крохотных помещениях с настоящими потолками (в студийных помещениях потолков не было), поэтому оператору приходилось освещать сцены мощными прожекторами из окон и дверей.
Сцены погони индейцев за дилижансом (и особенно прыжки человека с одной запряженной в дилижанс лошади на другую) являются уникальными для своего времени. В этих сценах Джона Уэйна дублирует каскадёр Якима Канутт, серьёзно напугавший режиссёра падением с лошади во время совершения знаменитого прыжка. Критикам, которым сцена погони показалась слишком длинной и неправдоподобной, режиссёр отвечал следующим образом: «Почему индейцы не стреляют по лошадям? Если бы они это сделали, фильм бы сразу закончился» или давал такое более серьёзное разъяснение: «Лошади интересовали индейцев больше, чем бледнолицые. Лошади были им нужны. Кроме того, индейцы очень дурно стреляли на скаку».

## Прокат и последующая судьба
Тысячи фильмов последовали по дороге, проторённой «Дилижансом», но никому не удалось усовершенствовать его формулу.
Как и другие вангеровские фильмы, «Дилижанс» вышел в прокат под эгидой United Artists и неожиданно принёс студии солидные кассовые сборы. Для домашнего просмотра «Дилижанс» долгое время был доступен только в копиях низкого качества. В 2010 г. после цифровой (компьютерной) реставрации «Дилижанс» вышел на DVD в рамках проекта Criterion Collection. При реставрации за основу была принята плёнка, найденная в личной коллекции Джона Уэйна.
«Дилижанс» стал вехой в развитии жанра вестерна и чтимым образцом жанра на десятилетия вперёд. Его принято считать первым вестерном классического типа. Форду удалось вывести вестерн из разряда дешёвой приключенческой «киномакулатуры» в число респектабельных жанров, претендующих на обобщения по поводу исторического развития Америки. Именно участие в фильме «Дилижанс» сделало Джона Уэйна «лицом» вестерна и звездой американского кино. Орсон Уэллс утверждал, что научился снимать кино, более чем 40 раз пересмотрев «Дилижанс»; этот фильм Форда также особенно выделяют Ингмар Бергман и Умберто Эко. Так же относится к трофейным фильмам, разрешённым Решением Политбюро ЦК ВКП(б) от 31 августа 1948 года «О выпуске на экран заграничных кинофильмов из трофейного фонда» для закрытого показа в СССР. В советском прокате шёл под названием «Путешествие будет опасным» и оказал влияние на советский вестерн «Огненные вёрсты» режиссёра Самсона Самсонова. Сравнивая эти картины, киновед Михаил Трофименков писал: «Опасное путешествие свело в дилижансе Форда ковбоя-мстителя, игрока, беременную офицерскую жену, проститутку, врача-пьяницу. Живые, но архетипы. Архетипы, но какие, однако, живые. В тачанке Самсонова мчатся по ничейной земле чекист, белый полковник, прикидывающийся ветеринаром Беклемишевым (Владимир Кенигсон), медсестра, старенький доктор (Михаил Трояновский), Актёр Актёрыч императорских театров Орлинский (Антоний Ходурский). Тоже маски».
Андре Базен в статье «Вестерн, или избранный жанр американского кино» писал, что фильм: «представляется идеальным примером зрелости стиля, ставшего классическим. Джон Форд добился безупречного равновесия между социальными мифами, историческими реминисценциями, психологической правдой и традиционной тематикой вестерна. Ни один из этих основных элементов не имеет в фильме ни малейшего перевеса». В своём анализе картины он выделял у жанра вестерна «этику эпопеи и даже трагедии».

## Награды и номинации
- 1940 — две премии «Оскар»: лучшая мужская роль второго плана (Томас Митчелл), лучший саундтрек (Джерард Карбонара не вошёл в число дауреатов по контракту), и 5 номинаций: лучший фильм (Вальтер Вангер), лучший режиссёр (Джон Форд), лучшая операторская работа (Берт Гленнон), лучший монтаж (Ото Ловеринг, Дороти Спенсер), лучшая работа художника-постановщика (Александр Толубов).

## Ремейки
- «Дилижанс[англ.]», фильм режиссёра Гордона Дугласа, 1966 год.
- Телефильм 1986 года[англ.] с участием звёзд кантри (Вилли Нельсона, Джонни Кэша, Криса Кристоферсона и Уэйлона Дженнингса.

## Комментарии
1. ↑  В литературном первоисточнике Ринго не беглый преступник, а вполне благопорядочный гражданин.
2. ↑  Во французской новелле, как и в фильме Джона Форда, характеры пассажиров дилижанса показаны через призму своего отношения к женщине лёгкого поведения.
3. ↑  После наступления эпохи звукового кино возиться с микрофонами и изображать прерии в малореалистичных студийных декорациях Лос-Анджелеса он считал ниже своего достоинства.